# Stade du Hardturm
Le stade du Hardturm (dans le langage parlé, le Hardturm), a été inauguré en 1929. Il portait le nom d’un quartier de la ville de Zurich et accueillait les matches du Grasshopper Club Zurich. Lors de la Coupe du monde 1954, 5 rencontres s'y sont déroulées.
Le Hardturm répondait aux critères de l’UEFA, avec une capacité de 17 666 spectateurs, dont 16 066 places assises. 
Aucun match de l’Euro 2008 ne sera joué au Hardturm. En raison des controverses et des procédures juridiques, la construction d’un nouveau stade n’aurait pas pu se réaliser dans les délais.
La tribune principale a brûlé à deux reprises, en 1934 et en 1968. Le stade est aujourd'hui rasé pour faire place à un stade plus moderne, d'une capacité de 18 000 places, et dont le principe de construction a été validé en novembre 2018.